# Effetti personali (romanzo Francesca Duranti)
Effetti personali è un romanzo di Francesca Duranti, pubblicato nel 1988 e vincitore del Premio Letterario Basilicata e del Premio Campiello.
Il libro è stato tradotto in inglese, francese e spagnolo.

## Trama
Valentina Barbieri ha trent'anni, vive a Milano ed è stata lasciata dal marito, Riccardo Brini. Un giorno trova l'ex marito intento a rimuovere la targhetta d'ottone con il suo nome dalla porta di casa: in quel preciso momento Valentina si rende conto di non avere quasi nulla di suo. Nei dieci anni del suo matrimonio, la donna ha lavorato al servizio del marito, facendo per lui delle ricerche, con le quali, pubblicando biografie dei Padri della Chiesa, egli ha raggiunto il successo.
Adesso Valentina ha appena una parvenza di lavoro, sei ore di insegnamento del russo presso un'associazione, e, a parte questo, non ha quel corredo di piccole proprietà personali che la definirebbero, che farebbero di lei un'identità certa e inconfondibile. Preso atto di sentirsi in questo stato, Valentina chiede aiuto alla madre, una donna che ha cavalcato negli anni del femminismo più accanito e quindi è molto soddisfatta di sé e realizzata. L'idea di Valentina è di andare all'estero, a cercare notizie su un romanziere d'oltre cortina, dato che parla assai bene le lingue slave. La madre le presta l'auto e, con molto bagaglio e cinquecento dollari nascosti, Valentina si mette in viaggio.
Per raggiungere il Paese di questo romanziere, si devono passare tre frontiere verso est ed entrare nel cuore dell'Europa comunista. Il viaggio è senza apparenti pericoli e l'arrivo è tranquillo. Valentina si trova in una strana cittadina, dal passato austro-ungarico, contrassegnata da una via centrale, una promenade di puro stile asburgico. Purtroppo la via è come un duplice sipario, dietro al quale si sviluppano due città gemelle, contrassegnate dallo squallore, da dedali di vicoli degradati e da casermoni sovraffollati: il tipico scenario di una città operaia in un Paese comunista.
Valentina scende a un modesto albergo e, appena sistemata, comincia a far domande sul suo romanziere, di nome Milos Jarco. Le risposte sono contraddittorie: chi lo ha visto la mattina, chi sostiene che l'uomo sia a Hollywood. All'Associazione Scrittori le mostrano un giornale con le foto di Milos Jarco in America e riescono a eludere ogni altra domanda. E, tornata in albergo, Valentina scopre di essere stata spostata in un hotel di lusso, senza alcun aumento spese, così comprende che è sotto sorveglianza. I giorni passano e non emerge la minima notizia, benché Valentina sia sempre trattata con grandissime premure.
Un poeta, Ante Radek, giovane e bellissimo, instaura un rapporto con Valentina e i due sentono di amarsi. Compiono gite e si confrontano: Ante è un fanatico comunista e sostiene la necessità del regime e dello spogliarsi di tutto, mentre Valentina ritiene che la persona abbia bisogno di qualcosa cui non può rinunciare, la sua identità appunto, e quegli oggetti che fanno dire mio, perché è come dire io. Eppure l'amore di Ante sembra convincere la donna che si può rinunciare a tutto per un'idea. Inoltre Ante la rende partecipe di un suo segreto, una baracchetta che ha costruito con un amico a vent'anni, che, del tutto sconosciuta, è pur sempre qualcosa di suo.
Ma il mistero intorno a Milos Jarco non si lascia svelare, così Valentina sta per tornare senza nulla di più di quando era partita. Con il proposito di trattenerla, Ante è disposto a parlare, a patto che lei non ne scriva mai. Tanti anni prima, a un congresso a New York, Ante, un amico di nome Jossif Buda e il presidente dell'Associazione scrittori, ebbero un'avventura dagli esiti imprevisti. Nessuno aveva badato a loro durante il congresso, ma ad un tratto arrivò uno sconosciuto che, in una lingua altrettanto sconosciuta, tenne un gran discorso, tanto appassionato che fu coronato da applausi, anche se non si era capita una parola. I giornalisti pensarono che l'uomo fosse della nazione di Ante e qualcuno inventò un nome: Milos Jarco. Tutti credettero alle loro invenzioni e quindi il presidente di Ante e Jossif decise che uno dei due doveva sparire per diventare il nuovo romanziere. La scelta cadde su Jossif.
Dopo un simile racconto, Valentina è più che mai decisa a partire, in nome della sua piccola identità, di quella cosa che non le assicura che l'amore con e per Ante possa durare. E poi, come fa uno scrittore ad apparire solo perché lo hanno inventato? Accomiatandosi dal presidente degli scrittori, Valentina apprende il resto della storia: il prescelto era Ante, il quale però aveva già pubblicato un libriccino di poesie. Non volendo perderle, non volle diventare Milos Jarco. Quindi il puro, l'angelico Ante non è capace di staccarsi da poche poesie sue e da allora collabora alla finzione Jarco, che consiste nello scrivere tutti, il presidente, Jossif (che non ci perdeva niente), Ante e un ministro, e i romanzi hanno fatto molta strada.
Nel momento dell'addio tra i due innamorati, alla baracca nascosta, Ante dona a Valentina un libriccino: le sue poesie. E lei se ne torna a casa, pacificata.

## Edizioni
- Francesca Duranti, Effetti personali, Milano, Rizzoli, 1988
- Francesca Duranti, Effetti personali, Milano, R.C.S. Libri & Grandi Opere, 1994